# Magic (canción de Kylie Minogue)
Magic es una canción de la cantante australiana Kylie Minogue, tomada de su decimoquinto álbum de estudio DISCO (2020). La canción fue lanzado por BMG Rights Management en vinilo de 7" y para descarga digital. La canción fue escrita por Minogue, Teemu Brunila, Daneil Davidsen, Peter Wallevik y Michelle Buzz. Fue producida por Peter Wallevik conocido como PhD. Musicalmente, Magic es una canción disco-pop, que cuenta con una instrumentación que consta de trompetas, cuerdas, palmas y teclas staccato. Líricamente, transmite un mensaje esperanzador de un futuro más brillante.
El sencillo recibió críticas positivas y algunos críticos la etiquetaron como el regreso de Minogue a la música de club. Tras su lanzamiento, "Magic" alcanzó el top 10 en las listas de sencillos en Hungría y Escocia, y se convirtió en su 57° éxito entre los 75 primeros en la lista de sencillos del Reino Unido. También alcanzó el puesto 2 en la lista de Hot Dance / Electronic Songs de EE. UU. en la lista de Billboard. La directora inglesa Sophie Muller grabó el video musical de la canción; fue filmado en el club Fabric de Londres y presenta a Minogue bailando acompañado por varios bailarines. Minogue interpretó la canción en The Graham Norton Show en el Reino Unido y The Late Show with Stephen Colbert en los Estados Unidos.

## Lanzamiento
El 21 de julio de 2020, los medios de comunicación informaron que Kylie Minogue estaba preparando su decimoquinto álbum, DISCO en la segunda mitad de 2020. Tras el lanzamiento de "Say Something", el sencillo principal del álbum, el 21 de septiembre, Minogue usó sus plataformas de redes sociales para revelar el nombre y la portada del segundo sencillo, titulado "Magic". La portada presenta a Minogue en un plano retro y tecnicolor.
La canción debutó en The Zoe Ball Breakfast Show el 24 de septiembre y fue lanzada a los servicios de música a las 8 a. m. BST, el mismo día. La canción fue lanzada como una edición única, mientras que el álbum cortado junto con "Say Something" apareció con la pista en los servicios de transmisión. La cantante promocionó el sencillo mientras hacía una entrevista para el programa Surgery de Smallzy, en la estación de radio australiana Nova 96.9. El remix de Purple Disco Machine de "Magic" junto con su versión extendida fue lanzado el 9 de octubre. Un vinilo de 7 "de la canción, junto con "Till You Love Somebody", una pista incluida en la edición de lujo de Disco, también se lanzó el 6 de noviembre en todo el mundo.

## Lista de canciones
| Descarga Digital |         |          |  |
| N.º              | Título  | Duración |  |
| 1.               | «Magic» | 4:10     |  |

| CD Promocional |                      |          |  |
| N.º            | Título               | Duración |  |
| 1.             | «Magic» (Radio Edit) | 3:34     |  |

| Purple Disco Machine Remix |                                      |          |  |
| N.º                        | Título                               | Duración |  |
| 1.                         | «Magic» (Purple Disco Machine Remix) | 3:35     |  |

| Otros Remixes Oficiales |                               |          |  |
| N.º                     | Título                        | Duración |  |
| 1.                      | «Magic» (Nick Reach Up Remix) | 3:10     |  |

## Créditos y personal
Créditos adaptados desde Tidal:
| - Kylie Minogue - compositora, vocalista y coros. - Daniel Davidsen - compositor, productor, guitarrista y baterista. - Peter Wallevik - compositor, productor y teclista. - Michelle Buzz - compostiora y coros. - Teemu Brunila - compositora. - Johny Saarde - baterista. - Álex Robinson - producción. - Dick Beetham - producción. |

## Posicionamiento en listas
| Listas (2020)                               | Mejor posición |
| ------------------------------------------- | -------------- |
| Australia Airplay (Radiomonitor)            | 5              |
| Australia Artist Singles (ARIA)             | 2              |
| Australia Digital Song Sales (Billboard)    | 1              |
| Bélgica (Flandes) (Ultratip Bubbling Under) | 1              |
| Bélgica (Valonia) (Ultratop 50)             | 2              |
| Croacia (HRT)                               | 3              |
| Euro Digital Song Sales (Billboard)         | 1              |
| Hungría (Single Top 40)                     | 10             |
| México Inglés Airplay (Billboard)           | 8              |
| New Zealand Hot Singles (RMNZ)              | 2              |
| Escocia (Scottish Singles Sales Chart)      | 2              |
| Eslovaquia (Rádio Top 100)                  | 1              |
| Reino Unido (UK Singles Chart)              | 3              |
| Reino Unido (UK Indie Chart)                | 7              |

## Historial de publicación
| Páis        | Fecha                    | Formato                                         | Discográfica | Ref.   |
| ----------- | ------------------------ | ----------------------------------------------- | ------------ | ------ |
| Varios      | 24 de septiembre de 2020 | Descarga digital                                | Darenote     | [ 21 ] |
| Australia   | 24 de septiembre de 2020 | Contemporary hit radio                          | Mushroom     | [ 22 ] |
| Varios      | 9 de octubre de 2020     | Descarga digital (Purple Disco Machine Remix)   | Darenote     |        |
| Reino Unido | 10 de octubre de 2020    | Adult contemporary radio                        | BMG          | [ 23 ] |
| Varios      | 23 de octubre de 2020    | Descarga digital (Nick Reach Up Remix)          | Darenote     | [ 24 ] |
| Varios      | 30 de octubre de 2020    | Descarga digital (Apple Music at Home Sessions) | Darenote     | [ 25 ] |
| Varios      | 6 de noviembre de 2020   | 7" vinilo                                       | Darenote     | [ 26 ] |